# Iglesia de la Inmaculada Concepción (Beas de Granada)
La iglesia parroquial de la Inmaculada Concepción es una iglesia parroquial de la localidad española de Beas de Granada, en Granada.

## Historia
Entre 1530 y 1540 se edificó un primer templo, que fue saqueado y quemado por los moriscos durante su rebelión, quedando en solo en pie su torre. Se reconstruyó en 1645, según el modelo mudéjar de la anterior, pero su mala fábrica propició su derrumbamiento años antes de la guerra civil, fue levantada de nuevo en 1948 aprovechando de nuevo la torre, aprovechando las piedras del castillo árabe, que así desapareció totalmente.

## Descripción
Es de planta rectangular, de una sola nave, cubierta por armadura.